# یوکی ماتسوشیتا
یوکی ماتسوشیتا (انگلیسی: Yuki Matsushita؛ زادهٔ ۷ دسامبر ۱۹۸۱) یک بازیکن فوتبال اهل ژاپن است.